# Ligament dentelé

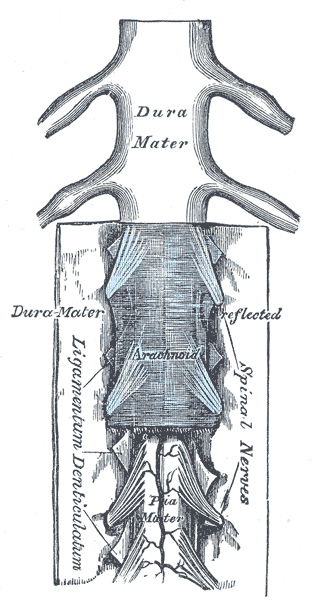
La medulla spinalis et ses membranes

Le ligament dentelé ou ligament denticulé est une structure anatomique située dans le canal vertébral du rachis. C'est une expansion de pie-mère reliant la face latérale de la moelle épinière à la dure-mère spinale, au niveau de son extrémité latérale. Le ligament dentelé se trouve donc dans l'espace sous-arachnoïdien. Il est dit dentelé car il est partiellement interrompu au niveau de la réunion des racines ventrale et dorsale de chaque métamère, latéralement à la moelle.